# Marco Antonio Solís
Marco Antonio Solís (29 dicembre 1959) è un musicista e cantante messicano.

## Biografia
Ha iniziato ed esibirsi all'età di sei anni come membro del gruppo Los Hermanitos Solís.
Nella seconda metà degli anni '70 ha fondato il gruppo Los Bukis, che ha avuto successo in Messico, America Centrale, America del Sud e anche Stati Uniti e che si è sciolto nel 1995.
Nel 1996 ha pubblicato il suo primo album solista.
Ha lavorato tra gli altri con Enrique Iglesias, Ana Bárbara e Anaís.
Nel 2010 è stato inserito nella Hollywood Walk of Fame.

## Discografia
Album studio
- 1996 - En pleno vuelo
- 1997 - Marco
- 1999 - Trozos de mi alma
- 2001 - Más de mi alma
- 2003 - Tu amor o tu desprecio
- 2004 - Razón de sobra
- 2006 - Trozos de mi alma, Vol. 2
- 2008 - No molestar
- 2010 - En total plenitud
- 2013 - Gracias por estar aqui

Raccolte, duetti, album live e altro
- 1998 - Los Grandes Éxitos de Marco Antonio Solís y Los Bukis: Recuerdos, Tristeza y Soledad
- 2000 - En Vivo
- 2001 - En Vivo, Vol. 2
- 2002 - Los Grandes (con Joan Sebastian)
- 2003 - La Historia Continúa...
- 2004 - Dos Grandes (con Joan Sebastian)
- 2005 - La Historia Continúa... Parte II
- 2005 - Dos Idolos (con Pepe Aguilar)
- 2007 - La Historia Continúa... Parte III
- 2007 - La Mejor... Colección
- 2008 - Una Noche en Madrid (live)
- 2009 - La Más Completa Colección
- 2009 - Más de Marco Antonio Solís
- 2012 - La Historia Continúa... Parte IV
- 2012 - Una Noche de Luna (live)
- 2014 - Antología
- 2015 - Por Amor a Morelia (live)